# Hugo Grillas
Hugo Grillas (né le 28 février 1989 à Arles) est un athlète français, spécialiste du 400 mètres haies.

## Biographie
Il fait partie du club Entente Sud lyonnais. Il remporte la médaille de bronze lors des Jeux méditerranéens 2013 en descendant sous les 50 s.

## Palmarès
| Date | Compétition                   | Lieu    | Résultat | Épreuve     | Temps         |
| ---- | ----------------------------- | ------- | -------- | ----------- | ------------- |
| 2009 | Championnats d'Europe espoirs | Kaunas  | 4e       | 400 m haies | 50 s 02       |
| 2011 | Championnats d'Europe espoirs | Ostrava | 5e       | 400 m haies | 49 s 76       |
| 2011 | Championnats d'Europe espoirs | Ostrava | 4e       | 4 × 400 m   | 3 min 04 s 04 |
| 2013 | Jeux méditerranéens           | Mersin  | 3e       | 400 m haies | 49 s 92       |

### Records
| Épreuve          | Performance | Lieu    | Date            |
| ---------------- | ----------- | ------- | --------------- |
| 400 mètres haies | 49 s 76     | Ostrava | 16 juillet 2011 |